# Okulation

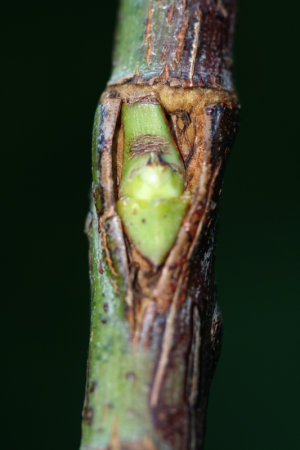
Okulierte Rose

Okulation ist eine Art der Pflanzenveredelung, bei der vom Edelreis nur eine ruhende Knospe („Edelauge“) verwendet wird. Dieses Auge der Edelsorte wird mit einem kleinen Stück der umgebenden Rinde in die Unterlage (oder Mutterpflanze) eingesetzt.

## Zeitraum der Durchführung
Die Rinde der Unterlage muss für die meisten Okulationsmethoden die jahreszeitgebundene Eigenschaft lösen aufweisen. Verfahren, die das Auge „hinter die Rinde schieben“, sind erst in der Vegetationsphase anwendbar, denn zu dieser Zeit ist das Kambium zwischen Rinde und Holz im Wachstum und es entsteht ein dünner Film aus nur schwach verbundenen Zellen. Dieser Zeitraum erstreckt sich von Ende Mai bis September.
Das Wetter spielt hier eine erhebliche Rolle, da eine stärkere Trockenheit das Anwachsen des Auges verhindert. Gegebenenfalls kann mit Bewässerung und Harnstoffspritzung diesem Problem abgeholfen werden. Diese Schwierigkeit besteht im gesamten Zeitraum, den das Auge benötigt, um anzuwachsen.
Zum Zeitpunkt der Entnahme müssen die Knospen des Edelreises ausgereift sein, dies ist für Knospen des aktuellen Jahres häufig erst im Juli gegeben. Möchte man früher veredeln, müssen die Edelreiser die Knospen des vorigen Jahres bereitstellen. Dies ist nur möglich, wenn die Reiser in der Vegetationsruhe geschnitten und bis zur Veredelung entsprechend kühl, dunkel und feucht gelagert wurden.
In Mitteleuropa treibt die veredelte Knospe bei einem späten Termin der Okulation meist erst im darauffolgenden Frühjahr aus, in Gegenden mit längerer Vegetationsperiode kann der Austrieb auch noch im selben Jahr erfolgen. Eine „Okulation auf das treibende Auge“ erfolgt besonders früh im Jahr und kürzt den Zeitraum der Entwicklung deutlich ab.

## Durchführung der Veredelung
Bei der eigentlichen Okulation wird das Auge mit dem Okuliermesser flach aus dem Edelreis herausgeschnitten, in einer Länge von ca. 1–2 cm bei Rosen und ca. 2–4 cm bei Obst. Es ist von Vorteil, wenn man am Edelauge einen kleinen Blattstiel belässt, an dem sich das kleine Edelauge besser in die Hand nehmen lässt und der später der Erfolgskontrolle dient. Danach wird an der Unterlage mit einem sehr scharfen Messer ein Schnitt ausgeführt, der die Rinde so löst, dass das Edelauge entsprechend eingesetzt werden kann. Hierfür werden an den für diese Arbeit hergestellten Messern spezielle Zungen zum beschädigungsfreien Lösen der Rinde verwendet.
Die Veredlung muss nun verschlossen werden, entweder mit Folienband, Bast oder speziellen Okulations-Schnellverschlüssen, um sie vor Schmutz, Austrocknung und mechanischer Verletzung zu schützen. Der Verschluss drückt das Auge fest an das Kambium der Unterlage und gewährleistet so ein schnelles Anwachsen, welches bei günstiger Witterung nach 14 Tagen geschehen ist. Der Veredelungsvorgang sollte so rasch wie möglich vonstattengehen, damit die Schnittstellen und besonders das Edelauge nicht antrocknen.
Erfolgskontrolle: Ein bis drei Wochen nach der Okulation sieht man am Blattstiel, ob die Veredelung gelungen ist. Wenn der Blattstiel noch prall und hell aussieht und bei leichter Berührung abfällt oder schon von selbst abgefallen ist, kann man die Veredelung als gelungen bezeichnen. Die erfolgreiche Verbindung der beiden Kambium-Anteile versorgt das Edelauge mittlerweile mit Nährstoffen und der alte Blattstiel kann zuerst noch Wasser erhalten; gleichzeitig aber beginnt an der Abwurfstelle des Blattes die übliche Abtrennung durch weitere spezielle Gewebebildung, bis der Stiel schließlich abfällt.
Ist jedoch der Blattstiel eingetrocknet (Aussehen dünn und dunkel) und fällt er auch bei einer leichten Berührung nicht ab, ist die Veredelung nicht gelungen: Das Auge konnte keine Verbindung mit dem Kambium der Unterlage herstellen; in diesem Fall ist jedoch eine Nachveredelung noch möglich.
Zum Schutz vor Kälte wird die Veredelungsstelle im Winter mit Erde angehäufelt. Im Frühjahr wird der Winterschutz entfernt und die über dem veredelten Auge noch befindliche Pflanze abgeschnitten. Durch den Saftdruck der Unterlage treibt das Auge aus, die neu entstandene Pflanze erreicht z. B. bei Buschrosen im Herbst eine verkaufsfähige Qualität.
Bei Rosen erfolgt das Einsetzen auf Höhe des Wurzelhalses, bei Obstgehölzen in einer Höhe von ca. 10–15 cm über der Erde in den einjährigen, verholzten Trieb.

## Bekannte Okulationsvarianten

### T-Okulation

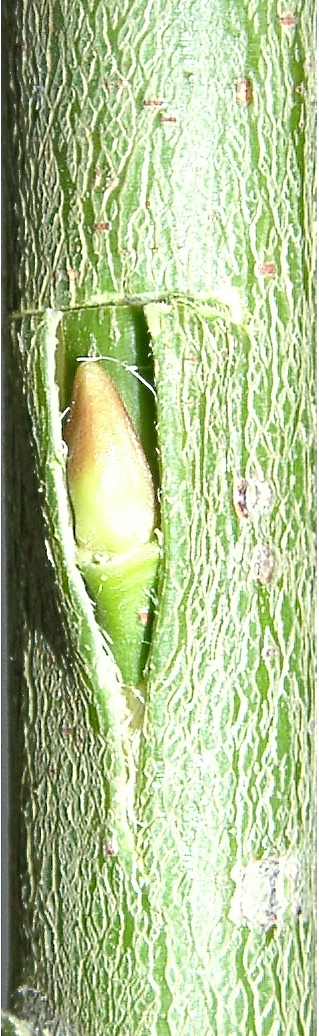
In einen T-Schnitt eingefügtes Auge

Bei der T-Okulation wird an der Unterlage mit dem Messer ein T-förmiger Schnitt hergestellt: Als erstes führt man einen zwei Zentimeter langen Querschnitt durch, welcher nur die wenige Millimeter dicke Rinde durchtrennt. Als Nächstes wird ein Längsschnitt, der eine Länge von zwei bis vier Zentimeter aufweist und mit dem Querschnitt bündig abschließt, durchgeführt. Mit Hilfe eines speziellen Lösers des Okuliermessers werden anschließend die beiden Rindenflügel ohne Beschädigung hochgezogen, so dass sich die Rinde nach links und rechts vorsichtig lösen lässt. In den so entstandenen Schlitz wird das zuvor ausgeschnittene Auge eingesetzt, etwas nach unten geschoben, damit es fest in der Rindentasche liegt, und die Rinde wieder zurückgeklappt.

### Umgekehrte T-Okulation
Um zu vermeiden, dass Wasser in den Schnitt läuft, wird die umgekehrte T-Okulation ausgeführt. Dabei wird der Querschlitz unterhalb des Längsschlitzes angesetzt, so dass sich als Bild ein auf dem Kopf stehendes T ergibt. Diese Methode wird etwa bei Zitruspflanzen angewendet, ist sonst aber kaum verbreitet.

### Plattenokulation
Bei der Plattenokulation wird ein etwa quadratisches Stück Rinde rund um das Edelauge abgehoben. Ebenso wird am Edelreis eine gleich große quadratische Fläche von Rinde befreit und dort das Edelauge aufgesetzt. Diese Methode wird erfolgreich bei Walnuss und Hickory angewendet.
Für diese Arbeit existiert ein spezielles, zwei Klingen tragendes Walnuss-Veredelungsmesser, welches einen Rindenstreifen mit exakt 3 cm Breite herausschneidet.

### Ringokulation
Die Ringokulation funktioniert prinzipiell wie die Plattenokulation. Allerdings wird am Edelreis ein ganzer Rindenring gelöst und auf eine entsprechend passende, von Rinde befreite Stelle auf der Unterlage befestigt.

### Chip-Veredelung
→ Siehe Chip-Veredelung
Die Chip-Veredelung verwendet ebenfalls nur eine Knospe, aber im Gegensatz zu anderen Okulationsformen ist die Chip-Veredelung nicht auf die Lösbarkeit der Rinde angewiesen und kann daher auch in der Vegetationspause genutzt werden.
Dafür wird am Edelreis und an der Unterlage jeweils ein formgleicher Holzspan oder Chip herausgeschnitten. Der Chip besteht (am Edelreis) aus der Knospe, der umgebenden Rinde und einem Anteil des unterliegenden Holzes. Dieser komplette Chip wird in die passend geschnittene Kerbe der Unterlage eingelegt und mit Bast oder Gummiband befestigt; bei der Veredelung im Frühjahr müssen die Lücken noch mit Baumwachs verstrichen werden, bei der Sommerveredelung ist das nicht nötig.

### Nicolieren
Besteht zwischen Edelsorte und Unterlage eine Unverträglichkeit, kann zwischen beide ein dünnes Plättchen einer dritten Sorte gelegt werden, mit der beide verträglich sind. Dieses Verfahren nennt man Nicolieren.